# Ernest Dienegott Thomas
Ernest Dienegott Thomas (Pausa, Saxònia, 1792 – 1824) fou un cantant i compositor alemany.
Fou cantor de l'Església Reformada de Leipzig i publicà al voltant de 20 obres, especialment sonates per a piano, peces per a guitarra, i dues obres elementals per aquests dos instruments i pel cant amb el títol Musikalische Jugenfreund i Musikalische Gessellschafter für Taechter.